# Steinchisma decipiens
Steinchisma decipiens là một loài thực vật có hoa trong họ Hòa thảo. Loài này được (Nees ex Trin.) W.V.Br. miêu tả khoa học đầu tiên năm 1977.